# Metopteryx atribasalis
Metopteryx atribasalis är en fjärilsart som beskrevs av Sergius G. Kiriakoff 1964. Metopteryx atribasalis ingår i släktet Metopteryx och familjen tandspinnare. Inga underarter finns listade i Catalogue of Life.